# 대구성명초등학교
대구성명초등학교는 대한민국 대구광역시 남구에 있는 공립 초등학교이다. 교목은 향나무이고 교화는 국화이다.

## 역사
- 1970. 09. 24 : 대구성당국민학교 설립인가
- 1971. 03. 01 : 대구성당국민학교 개교
- 1973. 03. 01 : 대구성명국민학교로 교명 변경
- 1984. 06. 08 : 체육관 준공
- 1996. 03. 01 : 대구성명초등학교로 교명 변경
- 2003. 03. 01 : 대구광역시 교육청 지정 대구교육대학교 대용부설초등학교
- 2006. 03. 01 : 도서관 현대화
- 2009. 04. 30 : 과학실 현대화
- 2019. 09. 03 : 도서관현대화공사, 돌봄교실증설 준공
- 2024. 02. 08 : 제53회 졸업(졸업생 남35,여37(계72), 누계 17,282)